# Derbent, Turgutlu
Derbent là một thị trấn thuộc huyện Turgutlu, tỉnh Manisa, Thổ Nhĩ Kỳ. Dân số thời điểm năm 2011 là 2.125 người.